# Michel Pedrero
Michel Pedrero (Plasencia, Cáceres, siglo XX) es un fotógrafo documental y fotoperiodista español. Su labor se centra en documentar comunidades remotas y la diversidad cultural. 

## Proyectos
Ha realizado proyectos en más de cuarenta países y ha colaborado con medios como The Times, National Geographic y PhotoVogue.
Su serie Sudan Looks at Us, realizada durante el golpe de Estado en Sudán en octubre de 2021, fue finalista en los World Press Photo 2022 en la categoría Singles, gracias a una fotografía tomada en una boda nubia.
En 2022 presentó en Granada la exposición Sudán nos mira, organizada por la ONG Agua de Coco. En Plasencia, en 2025, expuso Omo Valley, centrada en las tribus del sur de Etiopía.
También fue entrevistado por Canal Extremadura sobre su trabajo en Sudán.